# Treino HIIT
O Treino Hiit, também conhecido no Brasil como Treino Intervalado de Alta Intensidade ou treino cardíaco (em inglês: High-intensity interval training) é um tipo de treino usado para condicionamento físico onde o praticante faz exercícios intercalados de alta intensidade (como sprints) e baixa intensidade (como caminhar em ritmo lento).

## História do Treino Hiit
Criado por Daphnie Yang em meados de 2013, o treino Hiit segue a maioria dos princípios do método Tabata, que começou com um trabalho do pesquisador japonês Izumi Tabata, que treinava patinadores olímpicos. O treinamento era composto de 8 ciclos de 20 segundos com maior intensidade possível alternados com 10 segundos de descanso. A sessão dura, ao todo, 4 minutos e foram utilizadas bicicletas especiais que atingem alta velocidade.
Ao final do estudo foi concluído que a performance dos atletas aumentou, assim como seu gasto energético.

## Mecanismo de Funcionamento do Hiit
A ideia do treino Hiit é fazer com que seu metabolismo fique acelerado e queime gordura por 48 horas após a conclusão do seu treino. Isto se consegue intercalando os exercícios de alta e baixa intensidade.
O corpo humano gasta de 60 a 75% de energia para processos corpóreos vitais os quais estão incluídos no chamado metabolismo de repouso. Aplicando o conceito de treino intervalado conseguimos queimar calorias após os exercícios justamente durante o metabolismo de repouso.
Porém, para que um treino seja considerado como Treino Hiit, segundo a American College of Sports Medicine (ACSM), os intervalos de alta intensidade devem variar de 5 segundos até 8 minutos e ser realizados entre 80% e 95% da frequência cardíaca máxima da pessoa, ou seja, do número máximo de batimentos que o coração é capaz de efetuar em um minuto.

## O que é preciso para praticar o treino Hiit?
Primeiramente, como trata-se de um treino que usa uma alta frequência cardio-respiratória, deve-se fazer exames médicos para certificar-se acerca da saúde cardíaca e respiratória.
Uma das grandes vantagens do treino Hiit é o pouco tempo necessário para a prática dos exercícios. Com apenas 4 (quatro) minutos diários já é possível obter bons resultados.
O Hiit não requer qualquer equipamento de ginástica (mas podem ser usados) e pode ser praticado ao ar livre com exercícios funcionais como por exemplo:
- Agachamento;
- Polichinelos;
- Sprint
- Corrida no Lugar, etc...

## Implicações para a saúde

### Efeitos cardiovasculares
O treino HIIT e o treino de resistência tradicional resultam em melhorias cardiovasculares significativas em adultos saudáveis com idades compreendidas entre os 18 e os 45 anos, mas o HIIT resulta em maiores melhorias no VO2 max. Os regimes de HIIT com duração igual ou superior a um mês melhoram efetivamente a saúde cardiovascular dos adolescentes e resultam em melhorias moderadas na composição corporal. O HIIT (definido como quatro intervalos de quatro minutos a 85-95% da frequência cardíaca máxima com intervalos de três minutos a 60-70% da frequência cardíaca máxima) é também mais eficaz do que o exercício contínuo de intensidade moderada para melhorar a função dos vasos sanguíneos e as medidas de saúde dos vasos sanguíneos.

### Efeitos da reabilitação
Para as pessoas que sofrem de doença cardíaca isquémica ou de insuficiência cardíaca, o regime HIIT é útil para melhorar significativamente o VO2 max e o desempenho físico geral de ambos os grupos, sendo que o HIIT mais intenso resulta nas maiores melhorias cardiovasculares. A combinação de um programa HIIT adequado com recuperação ativa em vez de recuperação passiva é mais útil para melhorar a contratilidade cardíaca em pessoas com insuficiência cardíaca.

### Efeitos metabólicos
O HIIT reduz significativamente a resistência à insulina em comparação com o exercício contínuo ou as condições de controlo e resulta em reduções moderadas dos níveis de glicose no sangue em jejum e numa maior perda de peso em comparação com as pessoas que não fazem exercício.

### Oxidação de gorduras
O HIIT pode levar a uma redução moderada da gordura subcutânea em pessoas jovens e saudáveis, mas uma redução maior em pessoas com excesso de peso. O HIIT, especialmente a corrida, é uma estratégia eficiente em termos de tempo para reduzir os depósitos de gordura abdominal e visceral.